# Высокая Сьерра
«Высокая Сьерра» (англ. High Sierra) — американский криминальный художественный фильм, снятый в 1941 году Раулем Уолшем.
Драма имеет ряд признаков фильма-нуар, некоторые авторы считают эту картину одним из важнейших фильмов, занимающих промежуточное положение между гангстерскими драмами 1930-х годов и более поздним направлением «нуар».

## Сюжет
Известный грабитель Рой Эрл выходит на свободу, неожиданно получив помилование. Оказалось, что за него похлопотал один из мафиозных боссов, поставив, впрочем, одно условие: организовать грабёж драгоценностей из сейфа в курортном отеле. Эрл отправляется в назначенное место, где знакомится с будущими сообщниками…

## В ролях
- Хамфри Богарт — Рой Эрл
- Айда Лупино — Мэри
- Алан Кёртис — Бэйб
- Артур Кеннеди — Рэд
- Джоан Лесли — Велма
- Генри Халл — Док Бентон
- Генри Трэверс — Па
- Джером Кауэн — Хили
- Корнел Уайлд — Луис Мендоса
- Бартон Маклейн — Джейк Кранмер
- Дональд Макбрайд — Биг Мак
- Уилли Бест — Алджернон
- Минна Гомбелл — миссис Бофмэм
- Зеро — собака Дружок